# متیو سوان
متیو سوان (انگلیسی: Matthew Swann؛ زادهٔ ۱۶ مهٔ ۱۹۸۹) بازیکن هاکی روی چمن اهل استرالیا است. او برای کوئینزلند بلیدز در لیگ هاکی استرالیا بازی می‌کند. او عضو تیم ملی هاکی روی چمن مردان استرالیا است و اولین بازی خود را در سال ۲۰۰۹ انجام داد. او مدال طلا را در جام قهرمانان هاکی مردان در سال ۲۰۱۱ و مدال برنز بازی‌های المپیک تابستانی ۲۰۱۲ را به دست آورد.